# Caty Groen
Caty Groen-Kroon (Dordrecht) is een Nederlandse auteur.
Caty Groen-Kroon debuteerde onder de naam Caty Groen in 2011 met Blijf Maar!, een non-fictie boek over bekende verdwenen Dordtse winkels in de jaren vijftig en zestig. In 2015 kreeg het boek over verdwenen winkels een vervolg met Anders Nog Iets? Caty is de bedenker en schrijver van de Rick Benson-boeken, een serie politieromans over de gelijknamige politierechercheur die misdaden oplost in Dordrecht en omstreken. Op 7 juli 2013 verscheen haar eerste roman, getiteld Alles in huis.  

### Fictie
- Mysterie op het Land van Valk (deel 1 Rick Benson-serie): dordtse uitgeverij (2012), ISBN 978 90 81783514
- Raadsels op de Dordtse kermis (deel 2 Rick Benson-serie): dordtse uitgeverij ( 2013), ISBN 978 90 81783521
- Alles in huis (roman): dordtse uitgeverij (2013), ISBN 978 90 81783545
- De fluisteraar van Crabbehof (deel 3 Rick Benson-serie): dordtse uitgeverij (2013), ISBN 978 90 81783552
- Blind gezicht op Dordrecht (deel 4 Rick Benson-serie): dordtse uitgeverij (2014), ISBN  978 90 81783569
- Hoge bomen in Stadspolder (deel 5 Rick Benson-serie): dordtse uitgeverij (2015), ISBN 978 90 82349733
- Moord onder de hamer (deel 6 Rick Benson-serie): dordtse uitgeverij (2019), ISBN 978 90 82349771
- Een oude zaak in de Nieuwe Haven (deel 7 Rick Benson-serie): dordtse uitgeverij (2022), ISBN 978 90 82349788
- Operatie Dordtse Kil (deel 8 Rick Benson-serie): dordtse uitgeverij (2023), ISBN 978 90 82349795
- Een verbond in het Noordpark (deel 9 Rick Benson-serie): dordtse uitgeverij (2024) ISBN 978 90 83476100

### Non-fictie
- Blijf Maar! verdwenen winkels in Dordrecht, de jaren 50 en 60: dordtse uitgeverij (2012), ISBN 978 90 81783507
- Anders Nog Iets? Het tweede deel van 'Blijf Maar!', verdwenen winkels in Dordrecht: dordtse uitgeverij (2015), ISBN 978 90 82349702
- Trouwen doe je niet alleen, waargebeurde missers op de mooiste dag van je leven (i.s.m. Machiel Mol en Frank van der Leer): Dordtse uitgeverij (2014), ISBN 978 90 81783576
- Dordrecht, stad in oorlogstijd - herinneringen aan 40-45 (i.s.m. Saskia Lensink): dordtse uitgeverij (2015), ISBN 978 90 82349719
- Twittercop in Dordrecht #durftedelen (i.s.m. Dirk-Jan Grootenboer): dordtse uitgeverij (2015), ISBN  978 90 82349726
- Dordrechts Winterboek - kijk-, lees- en doeboek voor volwassenen: dordtse uitgeverij (2016), ISBN 978 90 82349740